# Bergwerk Emil-Fritz
Das Bergwerk Emil-Fritz war ein Steinkohlenbergwerk im nördlichen Stadtgebiet von Essen.

## Bergwerksgeschichte
Das Bergwerk entstand 1965 durch Verbund der ehemals selbständigen Zechen Emil-Emscher und Fritz-Heinrich der Hoesch AG.
Es gingen ein die Förderanlagen Fritz 1/2/Hansen und Emil 1/2, sowie die Seilfahrt- und Wetterschachtanlagen Emscher 1/2, Heinrich 1/2, Anna 1, Carl 1 sowie als Stillstandsbereich die Schächte Wilhelmine Victoria 1/4 und 2/3. Ferner wurde die Zentralkokerei Emil mitübernommen.
Die Gesamtförderung des Bergwerks erreichte den Wert von 2,6 Mio. t Fett- und Gaskohle bei einer Kokserzeugung von 800 000 t jährlich. Es wurden 5700 Mitarbeiter beschäftigt. 1968 wurde das Bergwerk in die neu gegründete Ruhrkohle AG übernommen und der Bergbau AG Essen zugeordnet.
Im Rahmen des Gesamtanpassungsplans wurde beschlossen, das Bergwerk Anfang der 1970er Jahre zugunsten des Ausbaus benachbarter rentablerer Schachtanlagen außer Betrieb zu setzen. Das Baufeld Anna/Carl wurde 1970 abgeworfen. Die Gesamtstilllegung des Bergwerks erfolgte 1973. Die Schächte Wilhelmine Victoria 1/4 wurden nebst Grubenfeld an die Zeche Nordstern abgegeben.